# Gáceta (Álava)
Gáceta (en euskera y oficialmente Gazeta) es un concejo del municipio de Elburgo, en la provincia de Álava, España. 

## Toponimia
Aparece citado un Gazaheta en la Reja de San Millán, de 1025, aunque no existe absoluta seguridad de que se refiera a esta población.

## Geografía física
El concejo se encuentra en un llano a 547 m de altitud, en la margen derecha del río Añua, a unos 13 km al Este de Vitoria, y forma parte de la Cuadrilla de Llanada Alavesa.

### Ubicación
| Noroeste: Elburgo           | Norte: Argómaniz | Nordeste: Echávarri-Urtupiña |
| Oeste: Villafranca          |                  | Este: Alegría-Dulantzi       |
| Suroeste: Andollu, Trocóniz | Sur: Añua        | Sureste: Erentxun            |

## Historia
Por esta localidad pasaba un desvío del Camino de Santiago proveniente de Alegría, por lo que aumentó su población en el medievo. En Gazeta estaba la torre fuerte de la familia Gaona (siglo XIV), destruida bajo el reinado de Juan II a raíz de la lucha de las Hermandades contra los señores. Se restauró, pero de nuevo fue destruida por orden de Carlos I en 1520 durante el levantamiento comunero.
Hacia mediados del siglo XIX, el lugar, ya por entonces perteneciente a Elburgo, tenía contabilizada una población de 37 habitantes. Aparece descrito en el octavo volumen del Diccionario geográfico-estadístico-histórico de España y sus posesiones de Ultramar de Pascual Madoz con las siguientes palabras:

GACETA: l. del ayunt. de Elburgo, en la prov. de Alava (á Vitoria 2 leg.), part. jud. de Salvatierra (2 1/2), c. g. de las Provincias Vascongadas, aud. terr. de Burgos (22), dióc. de Calahorra (14): sit. en llano y contiguo á un montecito poblado de robles de gran magnitud; clima frio, combatido por el viento NO. Tiene 10 casas esparcidas, igl. parr. (San Martin) aneja de la de Elburgo y servida por un beneficiado, cementerio y varias fuentes, una de ellas dentro de la pobl. El térm. se estiende 1/4 de leg. de N. á S. y 1/2 de E. á O., y confina N. Elburgo; E. Alegria; S. Añua, y O. Villafranca. El terreno es arcilloso y en parte arenisco; le baña el r. Alegria. Los caminos locales. El correo se recibe de Alegria. prod.: trigo, maiz, cebada, avena, yeros, mijo, patatas, lino, cáñamo y varias legumbres: cria ganado vacuno, caballar y de cerda, caza de perdices, liebres y palomas, y pesca de zarbos. pobl.: 8 vec., 37 alm. riqueza y contr. con su ayunt. (V.)
(Madoz, 1847, p. 262)

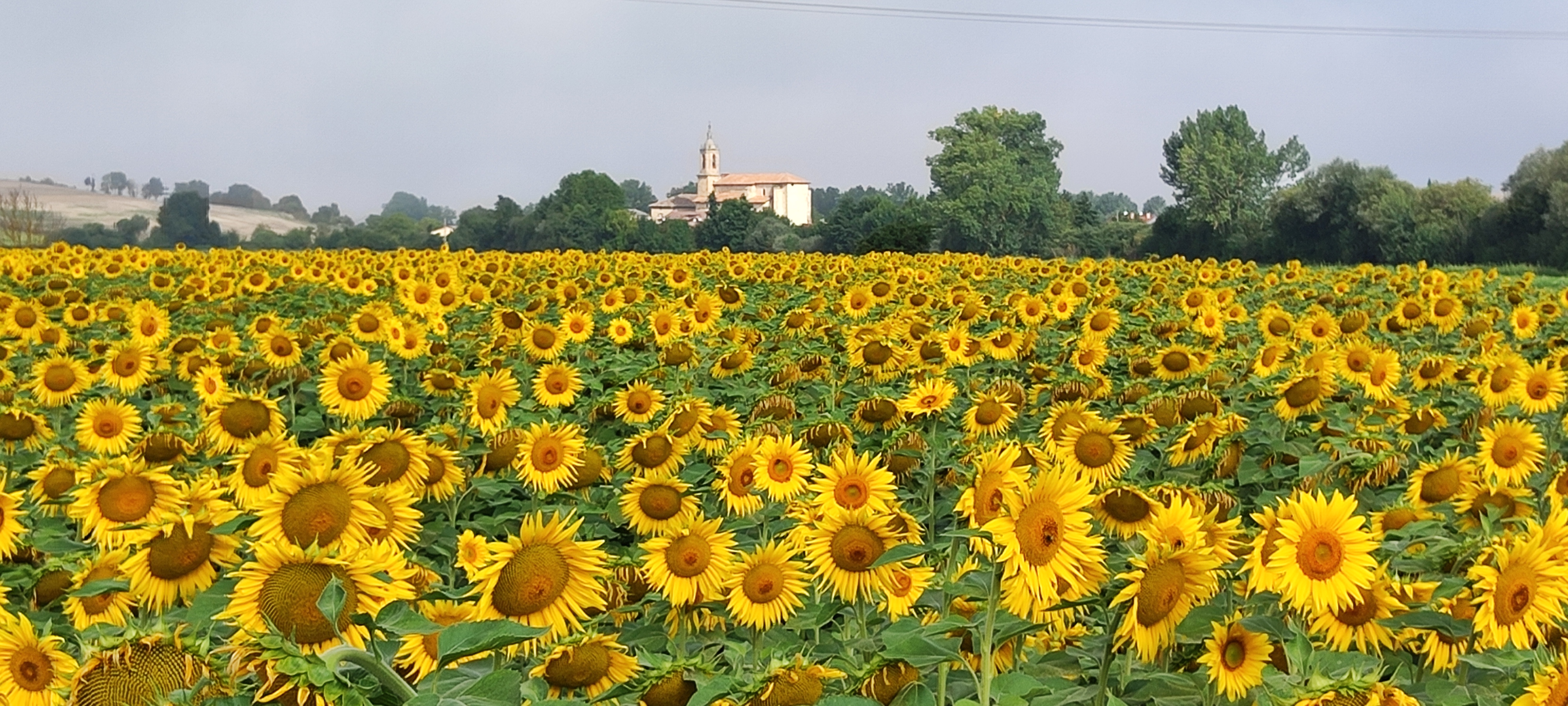
Gazeta, cultivo de girasoles con Elburgo al fondo

En 2022, tenía empadronados cincuenta habitantes.

## Naturaleza

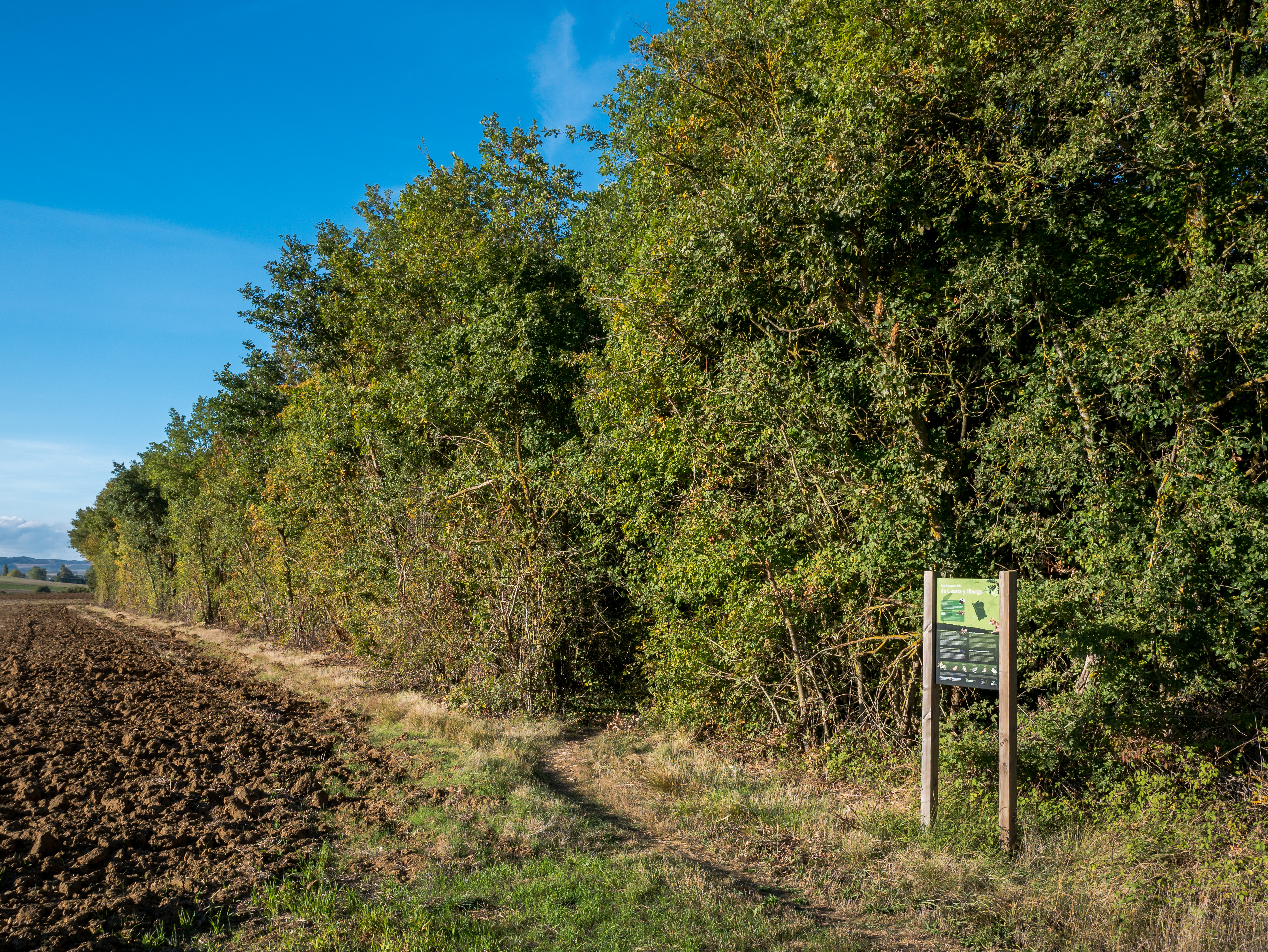
Robledal isla de Gazeta/Gáceta.

En el término concejil hay un bosque isla que, como otros existentes en el municipio de Elburgo, es testigo de la vasta extensión forestal que hace siglos cubría gran parte de la superficie de la Llanada Alavesa.Este robledal cuenta con una estructura de monte alto y presencia de plantas jóvenes de roble. Rodeado de cultivos, su interior apenas presenta señales de actividad humana. Se ha conservado gracias a que las vecinas y vecinos de Gazeta decidieron mantenerlo como fuente cercana de madera y leña, en vez de roturar para cultivo todo el terreno. Predominan en el bosque ejemplares de roble pedunculado, arce común, quejigo, espino albar, aligustre, cornejo y morrionera. Desde 2015 forma parte de la Zona Especial de Conservación Robledales Isla de la Llanada Alavesa.Desde 2015, la Junta Administrativa de Gazeta en colaboración con Seo Birdlife, pusieron en marcha un proyecto de custodia del territorio con los propósitos de conocer, disfrutar y conservar el territorio, pactando cómo conservar la biodiversidad de manera compatible con el desarrollo rural mediante la participación ciudadana.

## Cultura

### Patrimonio material

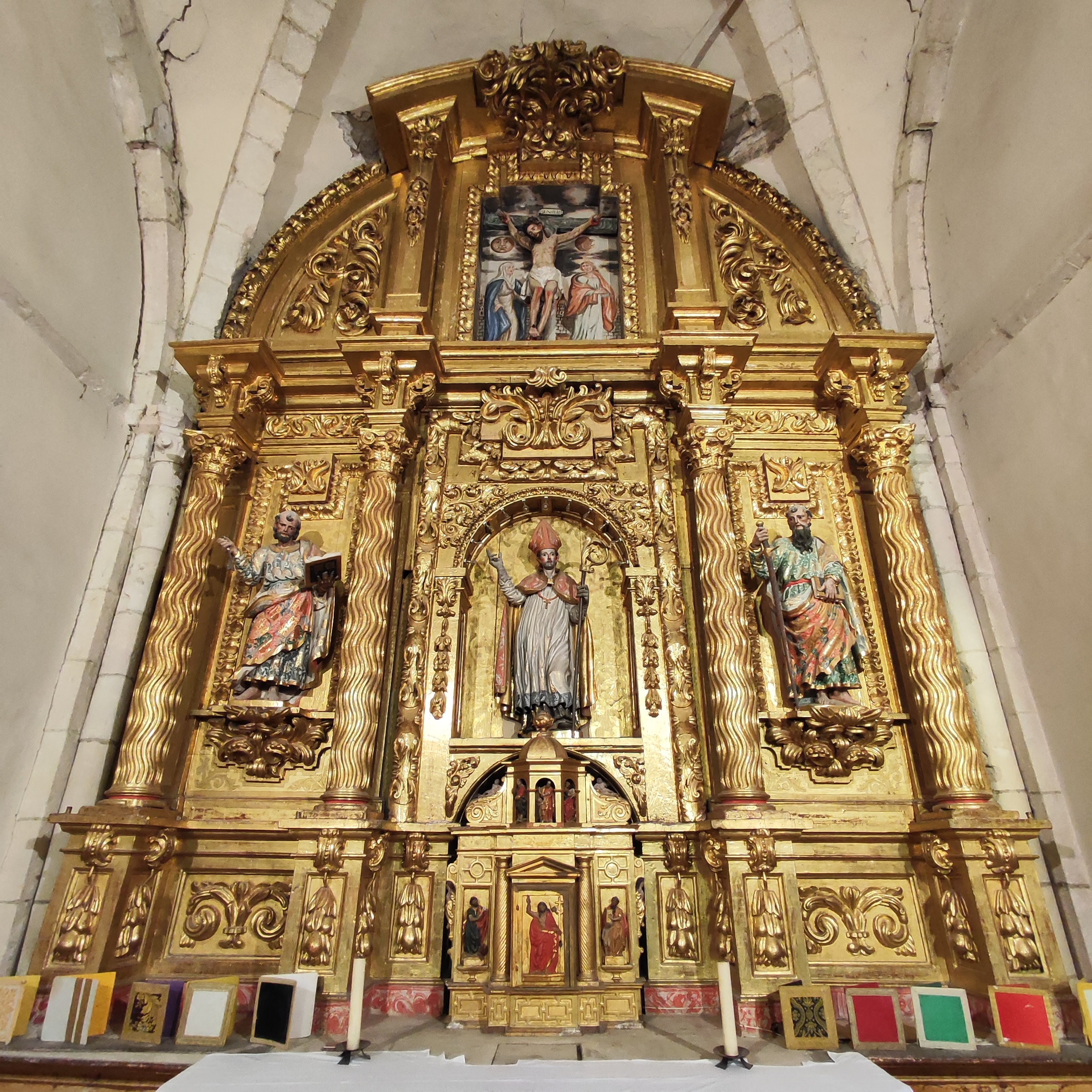
Retablo mayor de la iglesia de San Martín de Tours

- Retablo mayor de la iglesia de San Martín de ToursIglesia de San Martín de Tours, del siglo XIII. La portada, con características del románico tardío, tiene arco apuntado, decorado por cinco arquivoltas con motivos vegetales y geométricos. El templo presenta estructura medieval con planta de salón, presbiterio de cabecera recta y nave de dos tramos. El origen medieval de la fábrica se observa también en el exterior, donde se conservan siete saeteras en el hastial. Se realizaron sucesivas intervenciones arquitectónicas a lo largo de los siglos XVI, XVII y XVIII. La iglesia alberga una pila bautismal gótica de copa lisa con molduras en boca y base, sostenida por ocho medias columnas. El retablo mayor es de estilo rococó con sagrario anterior, del siglo XVII. Los dos retablos laterales son del siglo XVIII. [4][9][10][2][11]

### Patrimonio inmaterial

#### Festividades
- Las fiestas de la localidad se celebran el 11 de noviembre (San Martín).[12]
- Se conserva la antigua fiesta de carnaval infantil del jueves de Lardero.[1][13]